# Mihr (Zeitschrift)
Die persische Wissenschafts- und Literaturzeitschrift Mihr (persisch: مهر; deutsch: „Die Sonne“) erschien von 1933/34 bis 1967/68 monatlich in insgesamt 30 Ausgaben. Ihr Herausgeber war Majid Movaqqar, und ab 1953 fungierte Iraj Afshar ein renommierter Bibliograph und Historiker, als sein Nachfolger. Afshars Vater Mahmoud Afshar, der ebenfalls ein berühmter Iranist war, gründete unter anderem die Zeitschrift Āyandeh, die sich insbesondere mit der persischen Sprache beschäftigt.